# Serrospasta vittata
Serrospasta vittata är en skalbaggsart som beskrevs av Nils Sten Edvard Selander 1966. Serrospasta vittata ingår i släktet Serrospasta och familjen oljebaggar. Inga underarter finns listade i Catalogue of Life.